# Remington R11 RSASS
Das Remington R11 RSASS ist ein Scharfschützengewehr des US-amerikanischen Herstellers Remington Arms. RSASS steht für Remington Semi Automatic Sniper System.

## Geschichte
Entwickelt wurde das R11 RSASS ursprünglich unter der Bezeichnung RSASS. Nachdem Remington Defense (ehem. Remington Arms), die Advanced Armament Corporation sowie weitere Hersteller von der Freedom Group Holding-Gesellschaft übernommen wurden, entwickelten Remington und AAC in Zusammenarbeit mit JP Enterprises das Gewehr auf der Grundlage des JP LRP-07. Die Zusatzbezeichnung R11 erhielt die Waffe Anfang 2012, um sie Remingtons R-Serie zuzuordnen.
Mit Stand Januar 2020 wurde das R11 nicht mehr angeboten.

## Technik
Das R11 ist ein Gasdrucklader mit Drehkopfverschluss im Kaliber 7,62 × 51 mm NATO. Es basiert auf der Technik des AR-10. Der Spannhebel wurde auf die linke Waffenseite verlegt. Standardmäßig wird es mit einem Leupold-Mk-4 Zielfernrohr ausgeliefert, kann aber grundsätzlich mit allen Zieloptiken mit Picatinny-Aufnahme versehen werden.